# Amblyraja reversa
Amblyraja reversa е вид хрущялна риба от семейство Морски лисици (Rajidae).

## Разпространение
Видът е разпространен в Пакистан.